# デンソー福島
株式会社デンソー福島（英: DENSO FUKUSHIMA Corporation）は、福島県田村市に本社を置くカーエアコンの製造会社である。デンソーの子会社。

## 沿革
- 2008年 - デンソーの東日本生産拠点として「株式会社デンソー東日本」を設立。
- 2011年 - 工場竣工。生産開始。
- 2014年 - 社名を「株式会社デンソー福島」に変更。